# Jens Wahl
Jens Wahl (* 24. července 1966, Rostock) je bývalý německý fotbalista, záložník, reprezentant Východního Německa (NDR).

## Fotbalová kariéra
Ve východoněmecké oberlize hrál za FC Hansa Rostock, nastoupil v 84 ligových utkáních a dal 17 gólů. V roce 1991 získal s FC Hansa Rostock double, vyhrál poslední ročník východoněmecké oberligy i východoněmecký fotbalový pohár. Za reprezentaci Východního Německa (NDR) nastoupil v roce 1989 v přátelském utkání s Řeckem. Po sjednocení Německa pokračoval v týmu FC Hansa Rostock, v Bundeslize nastoupil ve 34 utkáních a dal 3 góly. Dále hrál v nižších německých soutěžích za FC Hansa Rostock, Chemnitzer FC a Dynamo Drážďany. V Lize mistrů UEFA nastoupil v 1 utkání a v Poháru UEFA nastoupil ve 2 utkáních a dal 2 góly.

## Ligová bilance
| Ročník                         | Zápasy | Góly | Klub             |
| ------------------------------ | ------ | ---- | ---------------- |
| II. liga 1984/85               | 8      | 1    | TSG Bau Rostock  |
| DDR-Oberliga 1985/86           | 3      | 0    | FC Hansa Rostock |
| II. liga 1986/87               | 26     | 4    | FC Hansa Rostock |
| DDR-Oberliga 1987/88           | 24     | 7    | FC Hansa Rostock |
| DDR-Oberliga 1988/89           | 24     | 6    | FC Hansa Rostock |
| DDR-Oberliga 1989/90           | 20     | 3    | FC Hansa Rostock |
| DDR-Oberliga 1990/91           | 13     | 1    | FC Hansa Rostock |
| Bundesliga 1991/92             | 34     | 3    | FC Hansa Rostock |
| 2. bundesliga 1992/93          | 43     | 4    | FC Hansa Rostock |
| 2. bundesliga 1993/94          | 29     | 3    | Chemnitzer FC    |
| 2. bundesliga 1994/95          | 22     | 1    | Chemnitzer FC    |
| Švýcarská Super League 1997/98 | 1      | 0    | FC St. Gallen    |
| CELKEM DDR-Oberliga            | 84     | 17   |                  |
| CELKEM Bundesliga              | 34     | 3    |                  |
| CELKEM Švýcarská Super League  | 1      | 0    |                  |